# Gli ultimi giganti
Gli ultimi giganti (The Last Hard Men) è un film del 1976 diretto da Andrew V. McLaglen.
È un film western statunitense con Charlton Heston, James Coburn, Christopher Mitchum e Barbara Hershey. È basato sul romanzo del 1969 Gun Down di Brian Garfield.

## Trama
Nel 1909 in Arizona, il capitano Sam Burgade ex ranger, è in pensione. Confidando di vivere finalmente tranquillo, viene a sapere che il suo vecchio nemico Zach Provo è evaso dalla prigione di Yuma con altri detenuti. Provo è convinto che Burgade sia responsabile della morte di sua moglie e vuole vendicarsi. Anni prima, per lo stesso motivo, Provo era quasi riuscito a uccidere Burgade, ma quest'ultimo era sopravvissuto, e aveva fatto imprigionare Provo.
Provo, scoperto dove vive Burgade, ne rapisce la figlia Susan, con l'intento di farsi inseguire dall'ex ranger. Burgade e l'uomo di cui sua figlia è innamorata partono infatti all'inseguimento di Provo e della sua banda.
Il piano di Provo è tendere una trappola a Burgade, usando Susan come esca. Una volta che Provo è sicuro che Burgade sia vicino, si accampa su una collina e lo aspetta. Poi quando è certo che Burgade possa vederlo, consegna Susan a due dei suoi uomini perché la violentino, sperando così di stanare Burgade dal suo nascondiglio. Ma l'uomo che accompagna Burgade lo stordisce, impedendogli di uscire allo scoperto e salvandogli in questo modo la vita.
Dopo aver eliminato tutti gli evasi, Burgade si trova faccia a faccia con Provo e, quando sembra che abbia la peggio, riesce ad  ucciderlo e a vendicarsi, sebbene gravemente ferito.

## Produzione
Il film, diretto da Andrew V. McLaglen su una sceneggiatura di Guerdon Trueblood con il soggetto di Brian Garfield (autore del romanzo), fu prodotto da Walter Seltzer e Russell Thacher per la Twentieth Century Fox Film Corporation e girato a Old Tucson e nel Pena Blanca Canyon in Arizona. Il titolo di lavorazione fu Burgade.

## Distribuzione
Il film fu distribuito con il titolo The Last Hard Men negli Stati Uniti dal 1º giugno 1976 (première a New York il 23 aprile 1976) al cinema dalla Twentieth Century Fox Film Corporation.
Altre distribuzioni:
- in Francia il 14 luglio 1976 (La loi de la haine)
- nei Paesi Bassi il 26 agosto 1976 (De laatste schietgiganten)
- in Finlandia il 26 novembre 1976
- in Danimarca il 28 gennaio 1977 (De sidste hårde mænd)
- in Portogallo il 5 agosto 1977 (A Lei do Ódio)
- in Svezia il 22 agosto 1977 (De vilda männen)
- in Norvegia il 17 gennaio 1978
- in Turchia nel marzo del 1982 (Seni gömmeye geldim)
- in Canada (La loi de la haine)
- in Germania Ovest (Der Letzte der harten Männer)
- in Spagna (Los últimos hombres duros)
- in Grecia (O nomos tou misous)
- in Romania (Ultima urmarire)
- in Slovenia (Zakon sovrastva)
- in Italia (Gli ultimi giganti)

## Critica
Secondo il Morandini il film  "ricorda anche la spietatezza repellente del western all'italiana, più nei modi che nei contenuti". Morandini segnala inoltre l'interpretazione di Parks.

## Promozione
Le tagline sono:
- "The Last Hard Men... one of them is going to die hard!".
- "Too Mean to Forgive... Too Mad to Forget!".